# MR (Milaan)
MR is een Italiaans historisch merk van motorfietsen.
De bedrijfsnaam was: Officine Meccaniche Romeo Raimondini, Milano
MR werd in 1922 opgericht door Romeo Raimondi en Malagoli. Zij produceerden motorfietsjes met 98- en 123 cc Train-blokjes.
De fabriek kwam feitelijk voort uit de Cypselus-fietsenfabriek, die in 1899 door Ippolito Raimondini was opgericht. Hij produceerde "kettingloze" rijwielen, die een asaandrijving hadden. Ippolito vertrok naar de carrosseriefabriek Orlandi in Modena, waar hij een auto moest ontwikkelen. De fietsenproductie kwam onder leiding van zijn zoon Romeo te staan. Ook Romeo vertrok in 1915 naar Modena, waar hij in een garage ging werken. 
In 1922 zette hij samen met Malagoli het motorfietsmerk MR op. In 1925 produceerde het merk al drie typen motorfietsen, met een zelf ontwikkeld versnellingsapparaat. De productie van motorfietsen eindigde waarschijnlijk in 1926. 
In 1928 veranderde de firmanaam in Officina Meccanica Romeo Raimondi en ging men stationaire motoren maken, aanvankelijk tweetakten, maar vanaf 1932 ook viertaktmotoren.
Het bedrijf bestaat nog steeds, onder de naam RCM, en maakt tegenwoordig mechanische straatvegers.
- Er waren nog meer merken met de naam MR, zie MR (Genève)  - MR (Parijs) - MR (Polen)